# George Webb
George Augustus Webb (Paddington, 6 maart 1912 - Londen, 30 december 1998) was een Engels acteur, die in 1965 debuteerde in een aflevering van de BBC-serie The Wednesday Play. In 1966 en 1970 speelde hij nog mee in twee afleveringen van The Troubleshooters, maar tot 1990 is er geen televisie- of filmwerk van Webb bekend.
Pas in 1990 was hij weer op de tv te zien, als 'Daddy' in de comedyserie Keeping Up Appearances (Schone Schijn). Tot 1995 speelde hij mee in 11 afleveringen.
In 1995 was hij nog te zien als het schoolhoofd in de Mr. Bean-aflevering Hair by Mr. Bean of Londen. 
Eind 1998 overleed Webb, hij werd 86 jaar oud.

## Filmografie
- Keeping Up Appearances televisieserie - Daddy (11 afl., 1990-1995)
- Mr. Bean televisieserie - Schoolhoofd (Afl., Hair by Mr. Bean of London, 1995)
- The Troubleshooters televisieserie - Henri Vassiere (Afl., The Dangerous Green Impala, 1970)
- The Troubleshooters televisieserie - Politie Inspecteur (Afl., Troubled Waters, 1966)
- The Wednesday Play televisieserie - Jim Ritchie (Afl., Three Clear Sundays, 1965)